# أنطونيو باتشيكو (لاعب كرة قاعدة)
أنطونيو باتشيكو هو لاعب كرة قاعدة كوبي، ولد في 4 يوليو 1964.

## وصلات خارجية
- أنطونيو باتشيكو على موقع أوليمبيديا (الإنجليزية)